# Lucretia Newman Coleman
Lucretia Newman Coleman (1856 a Dresden, Ontario – 1948 a Grand Rapids, Michigan) fou una escriptora afroamericana nascuda al Canadà que fou filla d'esclau fugitiu. Les seves obres foren elogiades per la premsa afroamericana de la seva època.

## Infància i joventut
Lucretia Howe Newman nasqué a Dresden, al sud-oest d'Ontario, Canadà, filla de Nancy D. (nascuda Brown) i William P. Newman.[2][3][4][5] El seu pare fou un esclau fugitiu de Virgínia que havia estat ordenat ministre baptista després d'anar a la Universitat Oberlin entre el 1842 i el 1843. Ell fou pastor durant uns quants anys a l'Església Baptista Unida de Cincinnati, des d'on feia viatges missioners al Canadà. Degut a la Llei dels Esclaus Fugitius de 1850, es va exiliar a Ontario, a on va viure amb la seva família fins al 1859.[6][7] Lucrecia va néixer en aquesta època al voltant del 1854. En aquella època, la família va visitara Haití per a veure si s'hi podien quedar a viure, però degut a la prevalença del catolicisme, van anar cap a Jamaica. Al 1863 van tornar a viure a Cincinnati. El pare de Lucretia va morir e1866 durant una epidèmia de còlera.[6][7][9]
Algunes fonts diuen que la seva mare va morir després que la seva família va anar a viure a Appleton (Wisconsin). Altres fonts afirmen que la família va anar a viure a Appleton el 1867 després de la mort del reverent Newman.[Notes 1] [8] El 1872 Newman va estudiar a la Universitat Lawrence per estudiar-hi ciències, sent una de les primeres afroamericanes que van estudiar en aquesta universitat: alguns dels seus biògrafs han dit que Newman es va graduar a Lawrence, però els arxius de la universitat mostren que ella no s'hi va graduar, si no que només hi va estar dos anys.[8][15] El 1876 la família va abandonar Appleton.[8][15]

## Carrera
Després dels seus estudis Newman va esdevenir professora de música i va treballar en una botiga de béns secs abans de convertir-se en secretària de l'església episcopal metodista africana el 1883.[16] Aquest mateix any va publicar la seva primera obra coneguda, "Lucille of Montana".[10] El 1884 es va casar amb Robert J. Coleman, amb qui van anar a viure a Des Moines, Iowa[8][17] abans d'anar a viure a Minneapolis, Minnesota. A aquesta ciutat el 1886 hi va néixer la seva filla Alberta Roberta.[8][18] [19][18] A les dècades de 1880 i 1890 Lucretia va publicar obres a la A.M.E. Church Review de l'església baptista americana[10] i les seves obres van aparèixer en diverses revistes negres.[20][21] La seva novel·la, Poor Ben: A Story of Real Life (1890) fou aclamada pels seus contemporanis[21] i el 1894 fou vicepresidenta de l'Associació d'Escriptors Negres.
A la dècada de 1920 ella vivia amb al seva filla a Chicago, on treballava cosint roba. El 1948 va morir a Grand Rapids (Michigan) on fou enterrada al Cementiri Woodlawn.

## Obres seleccionades
- Coleman, Lucretia H. Newman. Poor Ben: A Story of Real Life.  Nashville, Tennessee: Publishing House of the A.M.E. Sunday-School Union, 1890, p. 8. OCLC 919955215.